# Équipe du Danemark de Coupe Davis
L'équipe du Danemark de Coupe Davis représente le Danemark à la Coupe Davis. Elle est placée sous l'égide de la Fédération danoise de tennis.

## Historique
Créée en 1921, l'équipe du Danemark de Coupe Davis a réalisé son meilleur résultat en 1988 en atteignant les quarts de finale de la compétition. En 1927 elle atteint les demi-finale (finale de zone) mais à l'époque il faut encore jouer le Challenge Round après la finale. Elle a évolué dans le groupe mondial en 1988, 1989, et de 1993 à 1996, date à laquelle elle est redescendue dans le groupe II.

## Joueurs de l'équipe
Les chiffres indiquent le nombre de matchs joués
- Rasmus Norby
- Frederik Nielsen
- Martin Pedersen
- Thomas Kromann